# گل‌چشمه (مشگین‌شهر)
گل‌چشمه یک روستا در ایران است که در شهرستان مشگین‌شهر استان اردبیل واقع شده‌است. گل‌چشمه ۱۳۴ نفر جمعیت دارد.

## جمعیت
این روستا در دهستان لاهرود قرار دارد و براساس سرشماری مرکز آمار ایران در سال ۱۳۸۵، جمعیت آن ۲۹ نفر (۱۳۴ خانوار) بوده‌است.